# Pogoro
Pogoro è una cittadina del Dipartimento di Rollo, nella Provincia di Bam, nel Burkina Faso settentrionale. Ha una popolazione di 2213 persone.